# Victor Teleucă
Victor Teleucă (n. 19 ianuarie 1933, Cepeleuți – d. 12 august 2002, Chișinău,  Republica Moldova) a fost un poet, eseist, traducător și publicist român basarabean.

## Prezentare generală
A fost redactor-șef la săptămânalul "Cultura" timp de 12 ani (1964-1976), iar apoi fondează în 1977 și conduce până în 1983 „Literatura și arta”. Debutează cu poemul "Răscruce" în 1958, pentru ca apoi, pe parcursul vieții, să publice numeroase volume precum - "La ruptul apelor" (1960), "Neliniști" (1962), "Îmblânzirea focului" (1971), "Încercarea de a nu muri" (1980), "Piramida Singurătății" (2000) și volumele postume "Ninge la o margine de existență" (2002),"Decebal" (2003), "Improvizația nisipului" (2006), "Răsărit de Luceafăr" (2010). Laureat al Premiului de Stat (1980), Maestru emerit în Arte (1983), cavaler al Ordinului Republicii (1998).

## Tabel cronologic
- 1932: La 19 ianuarie, în satul Cepeleuți, fostul județ Hotin, s-a născut Victor Teleucă în familia lui Gavril și Maria Teleucă.
- 1948: Absolvă școala de șapte clase în satul natal. Scrie prima poezie. Publică primele versuri în „Scânteia leninistă”.
- 1949: Publică în „Țăranul sovietic”.
- 1952: Termină școala medie din Grinăuți-Moldova, apoi timp de un an este angajat la ziarul raional din Briceni.
- 1957: Fiind un tânăr instruit și pregătit, participă la Festivalul Mondial al Tineretului de la Moscova. În acel timp intenționa să-și facă studiile mai departe la facultatea de filosofie a Universității „M. Lomonosov”, dar, îmbolnăvindu-se, nu a putut să se prezinte la examene.
- 1958: Absolvă facultatea de filologie și istorie a Institutului „I. Creangă”. Este  colaborator literar la ziarul „Țăranul sovietic”. Este angajat la Televiziunea moldovenească în calitate de redactor superior. Apare cartea de debut Răscruce. „Victor Teleucă a răzbit primul. Între noi toți, el avea cea mai largă respirație poetică. Atunci când noi debutam în ziare cu poezioare de câte 3-4 strofe, el intrase (încă în anii studențești) cu un poem alcătuit din mii de versuri. El este în generația noastră primul reformator al poeziei.” (Gr. Vieru)
- 1959: Participă la Festivalul Tineretului de la Viena. Se căsătorește cu Lidia, medic (n. Tomuz).
- 1960: Se nasc fiii gemeni Eugen și Ion, decedați după scurt timp. Scoate de sub tipar placheta de versuri La ruptul apelor. Șef de secție la revista „Nistru”. „El a fost  primul nu numai în generația noastră, ci primul scriitor basarabean postbelic căruia i s-a tăiat o carte. Nu s-a bătut niciodată cu pumnul în piept. Nimeni nu știe. Victor Teleucă a avut o carte spintecată după ce a apărut tirajul întreg pentru poemul intitulat „Ciocârlii basarabene”. Tot tirajul a fost dat la cuțit. Deci, a fost primul scriitor care a pătimit din pricina cenzurii.” (Gr. Vieru). Este primul din generație care scrie poemul-odă limbii noastre O altă limbă mai frumoasă nu-i, publicarea căreia inițial i-a fost refuzată de mai multe ori din cauza subiectului abordat.
- 1961: Se naște fiica Mariana.
- 1962: Consultant la Uniunea Scriitorilor, apoi redactor-șef adjunct la revista „Nistru”. Vede lumina cartea Neliniști, care, împreună cu cele care au urmat, „vor contura un drum poetic plin de semnificație.” (Eliza Botezatu)
- 1963: Vizitează pentru prima dată România.
- 1964: Redactor-șef adjunct la revista „Nistru”. Apare cartea Din patru vânturi. Este numit redactor-șef la săptămânalul „Cultura”, în care, în condițiile cenzurii draconice, timp de 12 ani va promova valorile culturii naționale, susținând apariția unor articole care aveau să scoată din umbră evenimente și personalități ce erau lăsate sub tăcere.
- 1965: Se naște fiica Rodica. Împreună cu A. Cibotaru, pleacă în stagiu militar, în calitate de ziarist, în Extremul Orient, care îl impulsionează să scrie Insula cerbilor, cartea ce îi va aduce primul succes – Premiul „Boris Glavan”.
- 1970: O nouă carte - Versuri. Călătorește în Bulgaria, unde leagă prietenii cu scriitori locali.
- 1971: Publică volumul de versuri Îmblânzirea focului. Traduce Peregrinările lui Childe Harold, de George Gordon Byron. Pe parcursul anilor a mai tradus din A. S. Pușkin, M. Dudin, A. Tvardovski, S. Neris, I. Rainis, I. Martsinkiavicius.
- 1973: Călătorește în Franța.
- 1974: Momentul inimii aduce un vers nou, profund filosofic, inedit și total reformat, pe care Gheorghe Mazilu îl aprecia ca „o realizare artistică de frunte a poeziei moldovenești.” Este tradus la Riga - Statui solare. Călătorește în Italia. Impresiile pe care le-a avut i-au marcat mai târziu opera. „Odată, fiind la Roma, scria peste ani poetul, am întârziat în fața dacilor din Columna lui Traian care nu se lasă supuși nici acum.” (Din prefața la poemul dramatic Decebal).
- 1975: Apare volumul Și alte neliniști.
- 1976: Secretar în conducerea Uniunii Scriitorilor. Apare în traducere de E. Axelrod cu Portrete în timp.
- 1977: Fondează și conduce până în 1983 hebdomadarul Literatura și arta, unde promovează valorile culturii naționale, care contraveneau politicii guvernanților în domeniul presei și literaturii la acel moment. La plenarele și ședințele biroului C.C. al P.C.M., I.I. Bodiul, primul secretar al C.C. precum și alți activiști de partid de rang înalt, i-au adus învinuiri de românizare a ziarelor, l-au acuzat de naționalism. La ședința Biroului Comitetului Central al P.C.M. din 3.08.1982, prezidată de S. Grosu prim secretar al C.C. al P.C.M., având pe ordinea de zi chestiunea „Cu privire la manifestările naționaliste din republică și măsurile de intensificare a educației ideologico-politice și internaționaliste a oamenilor muncii”, se adoptă o hotărâre în care, la punctul 3 era indicată  sarcina pentru partid: „Să evalueze faptele pătrunderii în presă... a unor materiale dăunătoare din punct de vedere ideologic în urma reducerii vigilenței politice a ... tov. V.G.Teleucă, redactor al săptămânalului Literatura și arta[...]”[4] În urma unor jocuri din culise a puterii, în care au fost antrenați colaboratori ai ziarului și colegi de condei (un grup de șapte scriitori au semnat și trimis o scrisoare colectivă la comisia de control și revizie a P.C.U.S.) a fost destituit din post. Nu este editat timp de 15 ani (1985-2000). I s-a oferit o pensie mizeră  de 185 lei. La începutul anilor '90, în mod  paradoxal poetul este învinuit de unii colegi de condei că ar fi fost „slujitor al regimului comunist”. După moartea sa, din arhivele Radio și TVM dispar în mod misterios majoritatea eseurilor și poemelor needitate (benzile sunt demagnetizate). Editura  „Cartea Moldovei” refuză categoric familiei poetului de a include în cartea  „Neliniști” (2006), destinată elevilor și studenților, poemul dramatic Decebal, eseul Car frumos cu patru boi, invocând motive ideologice. Nu găsim incluse aceste scrieri nici în edițiile „Bibliotecii școlarului” din 2003, 2004. Din 1983 nu mai revine în activitatea Uniunii până la sfârșitul vieții și se consacră întru totul scrisului (inclusiv publică o serie de articole, prin care a reabilitat eseul filosofic) și studierii aprofundate a filosofiei (Platon, Aristotel, Descartes, Bergson, C. G. Jung, F. de Saussure, M. Heidegger, Wittgenstein, I. Kant, J. F. Lyotard, A. Moretti, O. Wilde, Lao-tse, C. Noica, L. Blaga, M. Mamardașvili, V. Nalimov, A. Ceanîșev...). Este tradus în rusește Paralele. Călătorește în Cipru, Suedia și Mongolia. Pe parcursul anilor vizitează Lituania, Letonia, Estonia, Tadjikistanul, Ucraina, Belarus, Armenia, Iakuția.
- 1980 Traduce poemul-poveste Căluțul năzdrăvan de P. Erșov. Apare Încercarea de a nu muri – o continuă meditație filosofică (care îl determină pe V.Ciudin să o transpună în traducere (1988). Îi este decernat Premiul de Stat în domeniul literaturii.
- 1982 Apare culegerea de schițe publicistice Goniți pasărea de cenușă.
- 1983 Pentru merite pe tărâmul dezvoltării literaturii i se conferă titlul onorific de Maestru emerit în Arte din Moldova. Versul meditativ se vrea scris prin Întoarcerea dramaticului Eu. Este autor al unor antologii de versuri ale poeților din Țările Baltice (Poeți letoni  și Poeți estonieni), cu mulți dintre care l-a legat o adâncă prietenie (Maris Ciaclais, Ojārs Vācietis, Imants Ziedonis, Leons Briedis, Monta Kroma, Arvi Siig...).
- 1985 Este redactor literar la revista Nistru (1983-1993) Publică Scrieri alese (2 vol.).
- 1987 Apare placheta Hulubi în ploaie în  traducere de V. Ciudin.
- 1988: Creează mărgăritarul poetic Răsărit de Luceafăr.
- 1989: Nefiindu-i propriu spiritul gregar și de paradă, poetul pășește pe calea aparent mai puțin eficientă a luptei culturale – la masa de scris. Bunul simț, modestia, darul contemplației, dar și pronunțata sa individualitate spirituală îi permit ca în anii de renaștere națională să creeze capodoperele: Răsărit de Luceafăr,Mollis Davia, Car frumos cu patru boi, Piramida singurătății, Decebal, Ninge la o margine de existență, Improvizațăia nisipului. Majoritatea acestor opere văd lumina tiparului abia după plecarea în eternitate a poetului, „deschizând, totodată, drumul spre noua paradigmă culturală a transmodernității”. (Th. Codreanu).[5]
- 1990 Publică eseul Car frumos cu patru boi despre limba română, pentru care uitarea înseamnă trădare. „Limba, avea să spună poetul în alt eseu, este memoria unei națiuni care se respectă. În limbă stă Codicele comportamentului noțiunii de națiune, caracterul reflexiv al gândirii ce specifică națiunea la noțiuni existențiale.”
- 1993-2002 Predă filosofia, istoria culturii, psihologia și estetica la Liceul Republican de Arte Plastice „I. Vieru” și estetica la Liceul „Prometeu” din Chișinău. Prelegerile dascălului-reformator sunt așteptate nu numai de liceeni, ci și de profesori, inclusiv universitari, care vin de nenumărate ori la orele de predare, care au format o generație de tineri plasticieni pregătiți să gândească neordinar, pentru că, spunea poetul, „cel mai greu e să înveți omul  să gândească într-o societate amorfă, dominată de lene mentală.” În același răstimp inaugurează și susține la săptămânalul „Florile dalbe” pagina filosofică „Căderea pe gânduri”, pagină prin care le-a trezit interesul elevilor pentru a studia gândirea universală prin intermediul prezentării galeriei marilor filosofi ai lumii și de a cugeta ei înșiși prin intermediul cercetării categoriilor filosofice (seria de articole Ce este frumosul?).
- 1997 Este ales omul anului al ziarului „Moldova suverană” pentru eseurile Amplitudinea (mea) de nisip  venite dintr-un Laborator intim.
- 1998 Pentru merite deosebite în dezvoltarea literaturii naționale și contribuție substanțială la promovarea valorilor spirituale și morale este decorat cu Ordinul Republicii.
- 2000 După o lungă tăcere, editura „Cartea Moldovei” scoate de sub tipar primul volum în grafie latină Piramida singurătății, o „carte din viitor” (N. Dabija), care s-a constituit într-un fenomen artistic și act de cultură aparte. I se decernează Premiul de Excelență al Uniunii Scriitorilor din Moldova pe anul 2000. În cadrul Salonului național de carte de la Chișinău volumul este apreciat cu diplome la compartimentul „Literatura artistică” și „Pentru relansarea momentului poetic 60”. Este decorat cu medalia Mihai Eminescu. Peste ani încearcă emoții copleșitoare în pelerinajul evlavios pe la locurile sfinte din România, mănăstirile din Moldova de peste Prut.
- 2002: La 12 august, după o grea suferință, se stinge din viață. Doar peste câteva luni cerneala neagră a tiparului îi așterne volumul Ninge la o margine de existență (Poezii, reflecții și alte deziceri de sine), „marele volum de la război încoace” (Mihail Dolgan), volum despre care Mihai Cimpoi scria în prefață că „este rodul unei întregi Vieți devenită Poezie. Și, bineînțeles, Filosofie. Din îngemănarea celor două apare Lirosofia, așa cum din teză și antiteză apare sinteza. Cartea este cu adevărat o revelație prin substanța sa meditativă, prin felul ei spontan de a se structura, prin modul surprinzător de a se naște din ea însăși.” Iar criticul Theodor Codreanu, în articolul Trasnsmodernismul lui Victor Teleucă a clasat-o drept „cartea anului  2002” a literaturii române, menționând, totodată, că poetul nu s-a închis în nici un canon poetic. Cartea „ar putea fi revendicată și de postmoderniști, dar la fel de bine și de romantism, și de suprarealism, și de expresionism, și de modernism”.

## Apariții postume
- 2003: Apare poemul dramatic Decebal , care a servit drept libret pentru opera cu același titlu de Tudor Zgureanu. Poetul spune că a avut intenția „dacă nu să aducă evenimentele în acest prezent, cel puțin, să trezească în spectator ideea ce se află într-o stare de somnolență, nu se știe pentru cât timp, că noi nu suntem veniți de undeva de pe alte meleaguri și în suflet nu purtăm imensități de stepe, ci spiritul montan al devenirii noastre pe niște scări făcute din oasele strămoșilor noștri.” Mihai Cimpoi scrie în prefață că poemul este cântecul de lebădă, în care „poezia s-a contopit cu istoria și filosofia.” Iar Nicolae Dabija remarcă în postfață că „Victor Teleucă, poetul cel mai deschis către modernitate, și-a situat, neostentantiv, paginile sale deasupra timpului, în afara timpului, în locul timpului. Poemul merită să devină imn național”.
- 2006: Apar poezii și eseuri postume în cartea Improvizația nisipului – „cea mai înaltă realizare artistică a lui Victor Teleucă”. (Theodor Codreanu).
- 2010: Apare Răsărit de Luceafăr – mărgăritarul  poetic inedit închinat lui Mihai Eminescu, poem ilustrat de pictorul I. Daghi. ,,Chiar dacă n-ar fi scris nimic altceva decât acest poem-eseu, Victor Teleucă ar merita să fie considerat un mare gânditor pentru măiestria sa de a evoca apariția și evoluția genialului nostru înaintaș”. (Ion Ciocanu).

În "Poeți din Basarabia", Adrian Dinu Rachieru remarcă: "Nici bonom, dar nici încrâncenat, heracliteanul Victor Teleucă ne face părtași, fără descărcări pasionale, la dialogul învolburat cu sinele în registrul meditației calme, totuși. Lirosofia sa, anexată esteticii transmoderne(ca fenomen de latență) îl definește - s-a observat - drept "cel mai nichitastănescian poet basarabean". 
Theodor Codreanu, în "Victor Teleucă - Un heraclitean transmodern", scrie : "Nu încape de îndoială, opera, întregită cu două veritabile capodopere postume (Ninge la o margine de existență și Improvizația nisipului), îl plasează pe Victor Teleucă în rândul strălucitei pleiade șaizeciste, alături de Nichita Stănescu, Ioan Alexandru, Marin Sorescu, Grigore Vieru, deschizând, totodată, drumul spre noua paradigmă culturală a transmodernității. "Cei care au citit până acum poemul s-au arătat impresionați de forța expresivă a acestui Răsărit de Luceafăr. Cu siguranță, va trece, de-acum încolo, printre cele mai frumoase poezii inspirate de geniul eminescian."(Theodor Codreanu, Victor Teleucă și Eminescu)
- 2011: Este editat Car frumos cu patru boi, prezentare artistică I. Daghi. „După opinia mea, Car frumos cu patru boi încheie triada textelor fundamentale despre limba română scrise în Basarabia între 1917 – 1989: Limba noastră, de Mateevici, În limba ta (1968), de Grigore Vieru, și proza-eseu a lui Teleucă. Neîndoielnic, sunt și alte poeme admirabile semnate de Nicolae Costenco, Ion Vatamanu, Anatol Codru, Nicolae Dabija, Dumitru Matcovschi și atâția alții, însă cele trei texte ating zona profundă a ontologicului.” (Theodor Codreanu). „Lectura poemului-eseu este deosebit de utilă pentru a ne clarifica problema atitudinii față de unul dintre elementele și componentele a ceea ce numim conștiință națională sănătoasă. Și în aceeași măsură lectura lui e plăcută, întremătoare pentru suflet.” (Ion Ciocanu).

Este publicat în presă poemul Mollis Davia. „O viziune poetică, literar-filosofică a adevărului întreg despre istoria noastră bimilenară n-am avut. O  atare viziune ni se înfățișează azi, din chiar debutul poemului Mollis Davia: „Nu e tot ce-i tot în toate. / Este-un TOT al tău TOTAL – / Daimonul național…” (Ion Ciocanu).
„În acest mod a înțeles Victor Teleucă să creeze „literatură patriotică”, evitând capcana sloganardă în care au căzut chiar și talente autentice. El a știut să stăpânească deopotrivă ingerințele filosofice și „lirohistoriosofice” dintr-o perspectivă care a depășit cu mult atât tradiționalismul, cât și „postmodernismul modern” printr-o vizionară perspectivă transmodernă.” (Theodor Codreanu).

### Scrieri importante
- Momentul inimii, Chișinău, "Cartea Moldovei", 1975
- Încercarea de a nu muri, Chișinău, "Literatura artistică", 1980
- Întoarcerea dramaticului eu, Chișinău, "Literatura artistică", 1983
- Piramida Singurătății, Chișinău, "Cartea Moldovei", 2000
- Ninge la o margine de existență, Chișinău, "Cartea Moldovei", 2002; București, eLiteratura, 2015
- Decebal, Chișinău, "Universul", 2002
- Momentul inimii, Chișinău, Litera, 2003
- Improvizația nisipului, Chișinău, "Universul", 2006; București, eLiteratura, 2016
- Răsărit de Luceafăr, Chișinău, "Universul", 2010
- Car frumos cu patru boi, Chișinău, "Universul", 2011
- Mollis Davia, Chișinău, "Universul", 2011